# Fukomys ochraceocinereus
Fukomys ochraceocinereus és una espècie de mamífer rosegador de la família de les rates talp. Viu a la República Centreafricana, la República Democràtica del Congo, el Sudan del Sud i Zàmbia. Es tracta d'un animal social de vida subterrània que viu en colònies generalment d'entre dos i vint exemplars. El seu hàbitat natural és la sabana, tot i que també se la troba a prats de muntanya i zones agrícoles. Es desconeix si hi ha cap amenaça significativa per a la supervivència d'aquesta espècie, tot i que és objecte de caça intensiva. Originalment fou descrita com a espècie del gènere Cryptomys.